# Reginald Denny
Reginald Denny (ur. 20 listopada 1891 w Richmond, zm. 16 czerwca 1967) – angielski aktor filmowy i telewizyjny.

## Filmografia
Seriale
- 1952: My Hero
- 1954: Climax! jako Ronnie Pond
- 1957: The DuPont Show of the Month jako Chauvelin
- 1966: Batman jako król Boris

Film
- 1915: The Melting Pot
- 1921: The Iron Trail jako Dan Appleton
- 1922: Sherlock Holmes jako książę Alexis
- 1924: Sporting Youth jako Jimmy Wood
- 1927: Fast and Furious jako Tom Brown
- 1934: Patrol na pustyni jako George Brown
- 1934: W niewoli uczuć jako Harry Griffiths
- 1934: The Richest Girl in the World jako Phillip Lockwood
- 1935: Anna Karenina jako Yashvin
- 1936: Romeo i Julia jako Benvolio
- 1940: Rebeka jako Frank Crawley
- 1940: Siedmiu grzeszników jako kapitan Church
- 1941: Lekarstwo na miłość jako Michael Dailey
- 1942: Sherlock Holmes – głos terroru jako sir Evan Barham / Heinrich von Bork / Głos Terroru
- 1947: Moja brunetka jako James Collins
- 1953: Abbott i Costello spotykają Jekylla i Hyde’a jako inspektor
- 1956: W 80 dni dookoła świata jako szef policji
- 1965: Kasia Ballou jako sir Henry Percival
- 1966: Batman zbawia świat jako komandor Schmidlapp
- 1966: Napad na królową jako bosman

## Wyróżnienia
Posiada swoją gwiazdę na Hollywoodzkiej Alei Gwiazd.